# Birga Dexel
Birga Dexel (* 1967) ist eine deutsche Journalistin, Fernsehmoderatorin und Buchautorin.

## Werdegang
Birga Dexel arbeitete nach dem Abitur als Reitbegleitung auf einem irischen Pferdehof in Connemara. Nach einem weiteren Jahr als „Botschafterin“ für Deutschland im Rahmen des internationalen Kulturaustauschprogramms Up with People absolvierte sie ein Studium der Politischen Wissenschaften mit Schwerpunkt Internationale Beziehungen in Berlin und Brighton. Nach einem Praktikum beim Umweltprogramm der Vereinten Nationen (UNEP) in Nairobi war sie mehrere Jahre in London als Campaignerin und „Tierdetektivin“ für bedrohte Arten bei der internationale Arten- und Tierschutzorganisation Environmental Investigation Agency (EIA) tätig.
Dexel initiierte und leitete das Schneeleoparden-Schutzprojekt im Auftrag des Naturschutzbundes Deutschland (NABU) von seinen Anfängen 1996 bis 2005.
2005 eröffnete sie eine eigene Praxis für Tierberatung und widmet sich Fragen zur Haltung sowie Verhaltensproblemen von Hauskatzen.

## Fernsehen
Bekannt wurde Dexel durch ihre Auftritte im Fernsehen. 2007 und 2008 beriet sie gemeinsam mit Tierärzten in der Fernsehsendung Doc und Co (Sender Tier TV) Zuschauer zu Katzenfragen und -problemen. Des Weiteren moderierte sie die Sendungen Katzenjammer (VOX, 2012), Hundkatzemaus (VOX), 3 Engel für Tiere (VOX, 2017) und Die Haustierprofis (ARD, 2023).

## Auszeichnungen
Für ihre Arbeit mit dem Schneeleopardenprojekt wurde Dexel 2004 mit dem Preis Trophée de Femmes  der Yves Rocher-Stiftung in Paris ausgezeichnet.

## Veröffentlichungen
- Von Samtpfoten und Kratzbürsten. Kosmos, Stuttgart 2013, ISBN 978-3-440-13948-6.
- Birga Dexel’s Clickertraining für Katzen. Kosmos, Stuttgart 2014, ISBN 978-3-440-14284-4.
- Katzenliebe. 52 faszinierende Einblicke in die geheimnisvolle Welt der Katzen. Gräfe und Unzer, München 2014, ISBN 978-3-8338-4144-6.
- Mehrere Katzen halten. Mein Wissen aus der Katzenpraxis. Kosmos, Stuttgart 2015, ISBN 978-3-440-14568-5.